# Ізабель Джинс
Ізабель Джинс (англ. Isabel Jeans; 16 вересня 1891 — 4 вересня 1985) — британська акторка.

## Життєпис
Народилася в Лондоні в родині мистецтвознавця. Її брат Дезмонд Джинс і сестра Урсула Джинс теж були акторами. В юності вона планувала стати співачкою, але в 1908 році, на запрошення Герберта Бірбома Три, дебютувала як акторка на лондонській сцені. 
У наступні роки її кар'єра активно розвивалася, Джинс грала як на Вест-Енді, так і на Бродвеї. У 1917 році Джинс вперше з'явилася на кіноекранах, виконавши свої перші великі ролі в німих фільмах Альфреда Гічкока «Вниз схилом» (1927) і «Легка поведінка» (1928). З 1937 року актриса працювала в Голлівуді, де знялася в картинах «Товариш» (1937), «Підозра» (1941), «Рідоти» (1958) і «Дихання скандалу» (1960).
У 1913 році одружилася з актором Клода Рейнса, який в 1918 році подав на розлучення, звинувативши її в зраді з Гілбертом Едвардом Вейкфілдом. На процесі Джинс підтвердила це, і через два роки одружилася з Вейкфілдом, з яким залишалася до його смерті в 1963 році.
Ізабель Джинс померла в Лондоні в 1985 році у віці 93 років.

## Вибрана фільмографія
- 1927 — Вниз схилом / Downhill
- 1928 — Легка поведінка / Easy Virtue
- 1939 — Гарні дівчата їдуть до Парижа / Good Girls Go to Paris
- 1941 — Підозра / Suspicion
- 1958 — Жіжі
- 1969 — Чарівний християнин